# 29762 Panasiewicz
A 29762 Panasiewicz (ideiglenes néven (29762) 1999 CK17) a Naprendszer kisbolygóövében található aszteroida. A LINEAR projekt keretében fedezték fel 1999. február 10-én.